# Miyu Sawai
Miyuu Sawai (沢井 美優, Sawai Miyū, Kanagawa, 23 de outubro de 1987) é uma modelo, atriz, dubladora e cantora japonesa.

## Trabalhos notáveis

### Live-action
- 2003-2004: Pretty Guardian Sailor Moon (Usagi Tsukino) - CBC
- 2003: Kids Wars 5 (Youko Kimura) - CBC
- 2005: Onna keiji mizuki 〜 Kyōto rakusai-sho monogatari 〜 (Kondō Maki) - TV Asahi
- 2006: Ogamiya yoko chōten matsuki Capítulo 4 (Yoshinaga Rikako criança) - TV Asahi
- 2007: Moto rōnin tsukikagehyōgo Capítulo 2 (Natsu) - TV Asahi
- 2008: Ofukuro sensei no Yū-bari shinryō nikki Golden Special Program (Hirai Ayumi) - TBS
- 2008: Tomikahīrō resukyūfōsu (Kanda Akane) - TV Asahi
- 2008: Cat Street - NHK
- 2008: Cafe Kichijoji de (Yuki) - TV Asahi
- 2010: Shin Keishichō sōsaikka 9 kakari Season 2 Episódio 5 "Satsujin DJ" - TV Asahi
- 2011: Keishichō shinri sōsa-kan Asuka Monday Golden (Saegusa Yuka) - TBS
- 2011: Kaseifu no Mita Episódio 1 (professora do berçario de Misawa) - NTV
- 2011: Kyōgū 60 Anniversary Special Drama ABC - TV Asahi
- 2012: Aibō Season 10 New Year's Day Special "Piero" (Hirano Akiho) - TV Asahi
- 2012: Hanchō 〜 Keishichō Asaka han 〜 Episódio 8 (Okumura Kanako) - TBS
- 2012: Hamidashi bengoshi Tatsumi Shirō 12 Saturday Wide Theater (Megumi) - TV Asahi
- 2013: Joi Saotome Misa `garasu no kaidan' Monday Golden - TBS
- 2013: 100 no shikaku o motsu onna 7 Saturday Wide Theater (Reiko) - TV Asahi
- 2013: Nishimura Kyotaro toraberumisuterī 60 Chichibu SL 3 tsuki 23-nichi no shōgen ~ dai gyakuten hōtei!! Saturday Wide Theater - TV Asahi
- 2013: Kamen Rider Wizard Saturday Wide Theater Episódios 47 e 48 (Yamamoto Aya) - TV Asahi

### Filmes
- 2005: Chain: Rensa jusatsu (Saki)
- 2005: The Booth (Mina)
- 2008: Shaolin Girl (Kanagawa Miyu)
- 2009: Kamen Rider × Kamen Rider W & Decade: Movie War 2010 (Erika Mutsuki)
- 2010: SPACE BATTLESHIP Yamato (Higashida)

### Anime
- 2005: Fullmetal Alchemist the Movie: Conqueror of Shamballa (Noah)
- 2006: Black Cat (Reira/Layla)
- 2007: GR-GIANT ROBO- (V)

### Teatro
- 2006-2007: Bela Adormecida (filha do cozinheiro)
- 2010: Branca de Neve (Branca de Neve)
- 2011: Keep out 〜 katte ni ajito ni shinaide kudasai 〜

### Rádio
- 2005: Radio Aniplex Hagaren Hosokyoku - Radio Osaka
- 2008: Amitle'du weekend - TOKYO FM
- 2012: THE ROOMS - TOKYO FM

## Photobooks
- 2002: "Miyu" - ISBN 4847027345
- 2004: "KISS" - ISBN 489829782X
- 2005: "Miyu" - ISBN 4775600834
- 2008: "PRESENT -Purezon-" - ISBN 978-4777109425
- 2013: "Hitotoki " - ISBN 484704522X

## Idol DVDs
- 2002: Me
- 2002: You
- 2004: KISS
- 2005: South Wind
- 2005: Perfect Collection
- 2005: me→you
- 2006: Snow White
- 2006: Fresh:Re:Fresh
- 2008: Sawai ryu

### Digital Photo + Movie Works
2011: COLORS 〜3 ri no Sawai Miyu〜